# 硫酸镓
硫酸镓是一种无机化合物，化学式为Ga2(SO4)3。可用于酯化反应的催化剂。

## 制备及性质
硫酸镓可由硫酸和金属镓、氧化镓或氢氧化镓反应，浓缩溶液后加入乙醚-乙醇混合溶液，析出十八水合物。
无水物加热至520°C分解，生成三氧化硫和氧化镓。其溶液加热水解，生成碱式盐。它容易形成复盐，如KGa(SO4)2·12H2O。